# Rebreuve-Ranchicourt
Pour les articles homonymes, voir Rebreuve.
Rebreuve-Ranchicourt est une commune française située dans le département du Pas-de-Calais en région Hauts-de-France. Ses habitants sont appelés les Reubreuvois-Ranchicourtois. La commune est membre de la communauté d'agglomération de Béthune-Bruay, Artois-Lys Romane.

## Géographie

### Localisation
Localisée dans le sud-est du département du Pas-de-Calais, Rebreuve-Ranchicourt est une commune rurale située, à vol d'oiseau, à 12 km au sud-ouest de la commune de Béthune (chef-lieu d'arrondissement).
Le territoire de la commune est limitrophe de ceux de huit communes.
Les communes limitrophes sont Houdain, Beugin, La Comté, Fresnicourt-le-Dolmen, Frévillers, Gauchin-Légal, Hermin et Maisnil-lès-Ruitz.

### Hydrographie
Le territoire de la commune, situé dans le bassin Artois-Picardie, est drainé par trois cours d'eau :
- la Brette, d'une longueur de 7,32 km, qui prend sa source dans la commune et se jette dans la Lawe au niveau de la commune d'Houdain[3] ;

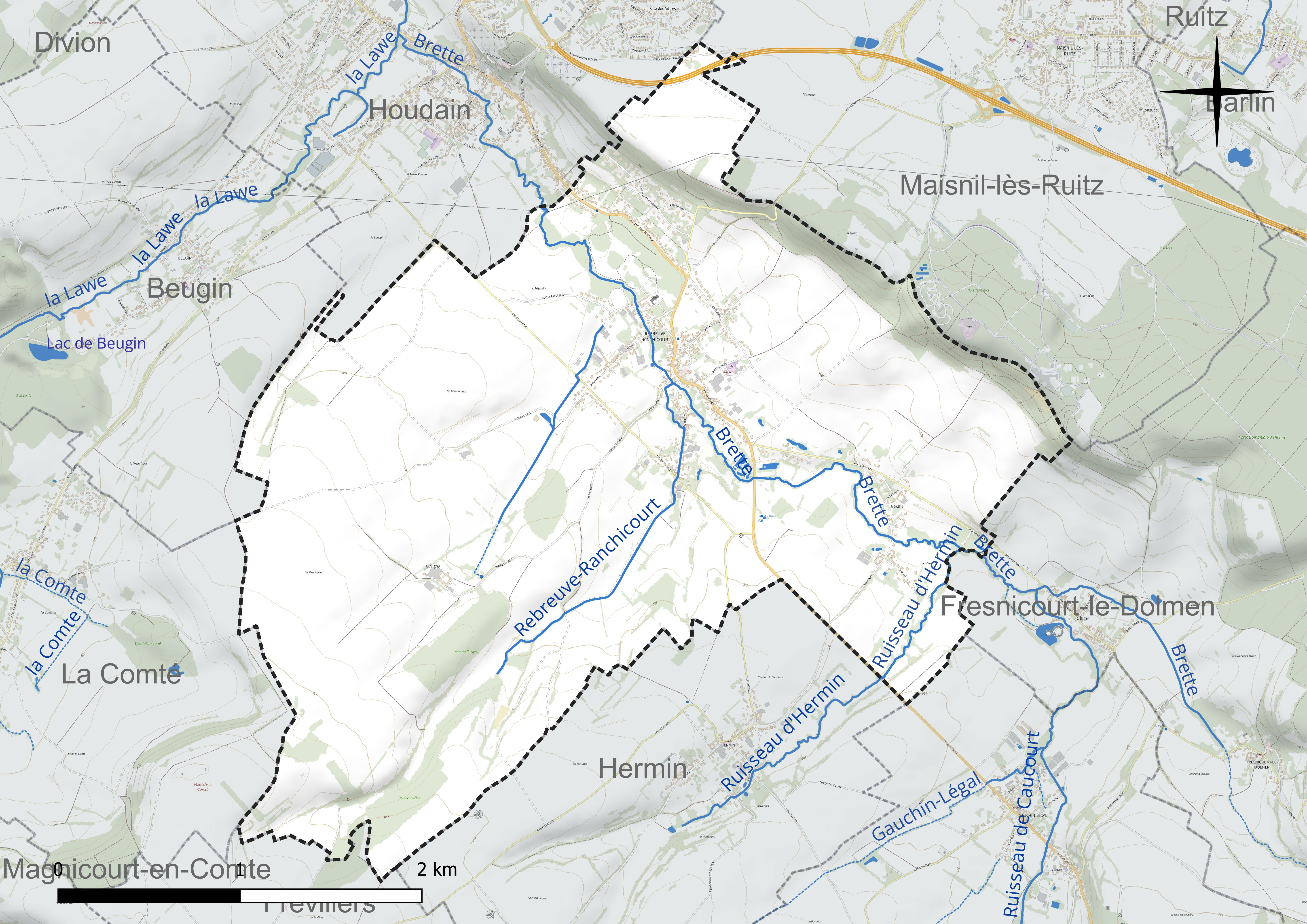
Réseau hydrographique de Rebreuve-Ranchicourt.

- le Ruisseau d'Hermin, d'une longueur de 2,37 km, qui prend sa source dans la commune d'Hermin et se jette dans la Brette au niveau de la commune[4] ;
- le Rebreuve-Ranchicourt, d'une longueur de 1,88 km, qui prend sa source dans la commune et se jette dans la Brette au niveau de la commune[5].

### Climat
Pour des articles plus généraux, voir Climat des Hauts-de-France et Climat du Nord-Pas-de-Calais.
En 2010, le climat de la commune est de type climat océanique altéré, selon une étude du CNRS s'appuyant sur une série de données couvrant la période 1971-2000. En 2020, Météo-France publie une typologie des climats de la France métropolitaine dans laquelle la commune est exposée à un climat océanique et est dans la région climatique Côtes de la Manche orientale, caractérisée par un faible ensoleillement (1 550 h/an) ; forte humidité de l’air (plus de 20 h/jour avec humidité relative > 80 % en hiver), vents forts fréquents.
Pour la période 1971-2000, la température annuelle moyenne est de 10,1 °C, avec une amplitude thermique annuelle de 13,5 °C. Le cumul annuel moyen de précipitations est de 956 mm, avec 12,5 jours de précipitations en janvier et 8,5 jours en juillet. Pour la période 1991-2020, la température moyenne annuelle observée sur la station météorologique la plus proche, située sur la commune de Lillers à 15 km à vol d'oiseau, est de 11,1 °C et le cumul annuel moyen de précipitations est de 731,5 mm,. Pour l'avenir, les paramètres climatiques de la commune estimés pour 2050 selon différents scénarios d'émission de gaz à effet de serre sont consultables sur un site dédié publié par Météo-France en novembre 2022.

### Milieux naturels et biodiversité

#### Zone naturelle d'intérêt écologique, faunistique et floristique
L’inventaire des zones naturelles d'intérêt écologique, faunistique et floristique (ZNIEFF) a pour objectif de réaliser une couverture des zones les plus intéressantes sur le plan écologique, essentiellement dans la perspective d’améliorer la connaissance du patrimoine naturel national et de fournir aux différents décideurs un outil d’aide à la prise en compte de l’environnement dans l’aménagement du territoire.
Le territoire communal comprend une ZNIEFF de type 1 : le coteau et forêt domaniale d'Olhain, d’une superficie de 614 ha et d'une altitude variant de 103  à   180 mètres. Cette ZNIEFF est située au niveau de la première ligne de crête de la partie nord des collines de l'Artois.

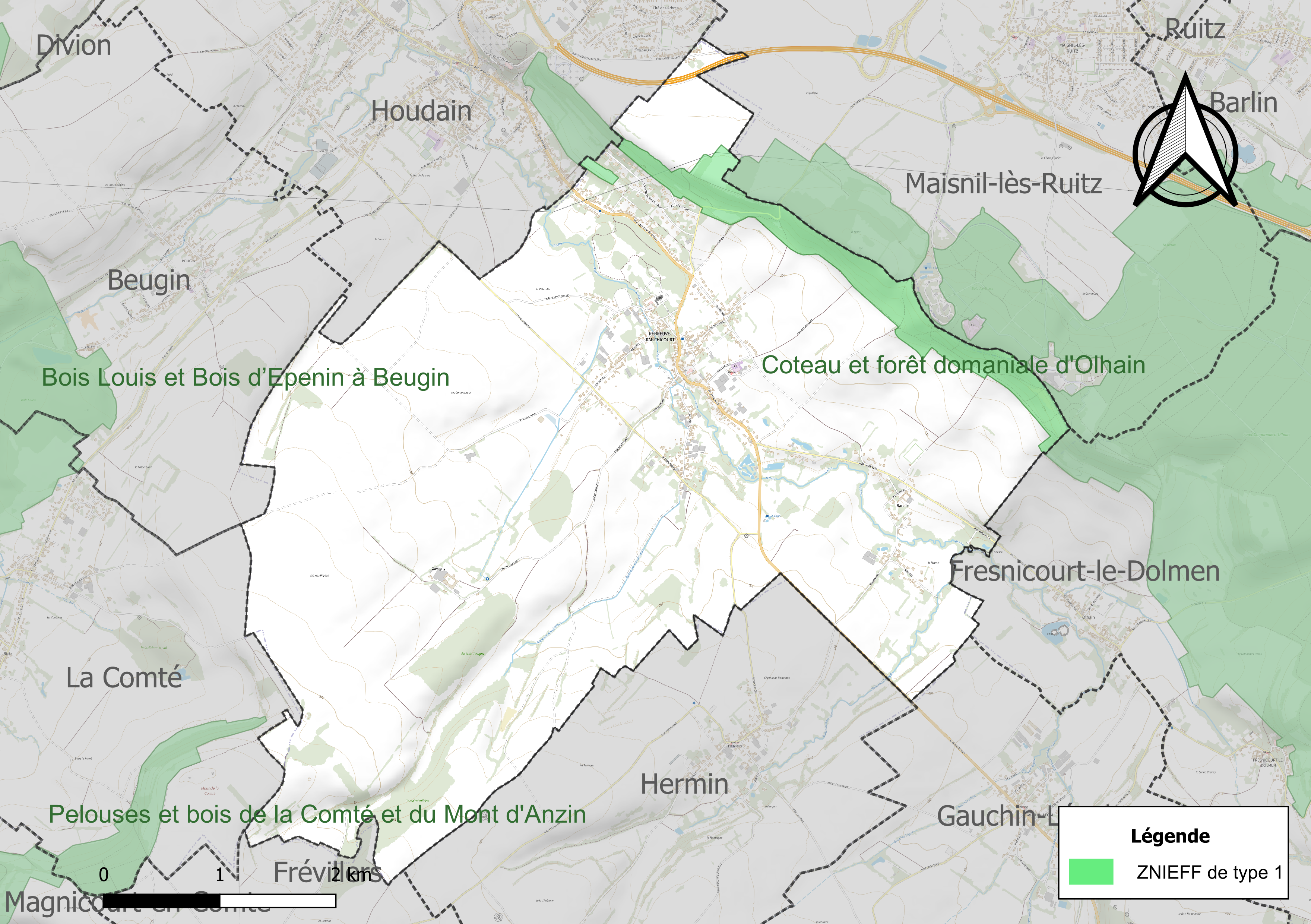
Carte de la ZNIEFF sur la commune.

#### Espèces faunistiques et floristiques
L’Inventaire national du patrimoine naturel (INPN) recense plusieurs espèces faunistiques et floristiques sur le territoire de la commune dont certaines sont protégées et d’autres menacées et quasi-menacées.

## Urbanisme

### Typologie
Au 1er janvier 2024, Rebreuve-Ranchicourt est catégorisée commune rurale à habitat dispersé, selon la nouvelle grille communale de densité à sept niveaux définie par l'Insee en 2022.
Elle appartient à l'unité urbaine de Béthune, une agglomération inter-départementale regroupant 94  communes, dont elle est une commune de la banlieue,,. La commune est en outre hors attraction des villes,.

### Occupation des sols
L'occupation des sols de la commune, telle qu'elle ressort de la base de données européenne d’occupation biophysique des sols Corine Land Cover (CLC), est marquée par l'importance des territoires agricoles (84,2 % en 2018), en diminution par rapport à 1990 (85,1 %). La répartition détaillée en 2018 est la suivante : 
terres arables (66,9 %), prairies (17,4 %), forêts (8,2 %), zones urbanisées (7,2 %), espaces verts artificialisés, non agricoles (0,4 %). L'évolution de l’occupation des sols de la commune et de ses infrastructures peut être observée sur les différentes représentations cartographiques du territoire : la carte de Cassini (XVIIIe siècle), la carte d'état-major (1820-1866) et les cartes ou photos aériennes de l'IGN pour la période actuelle (1950 à aujourd'hui).

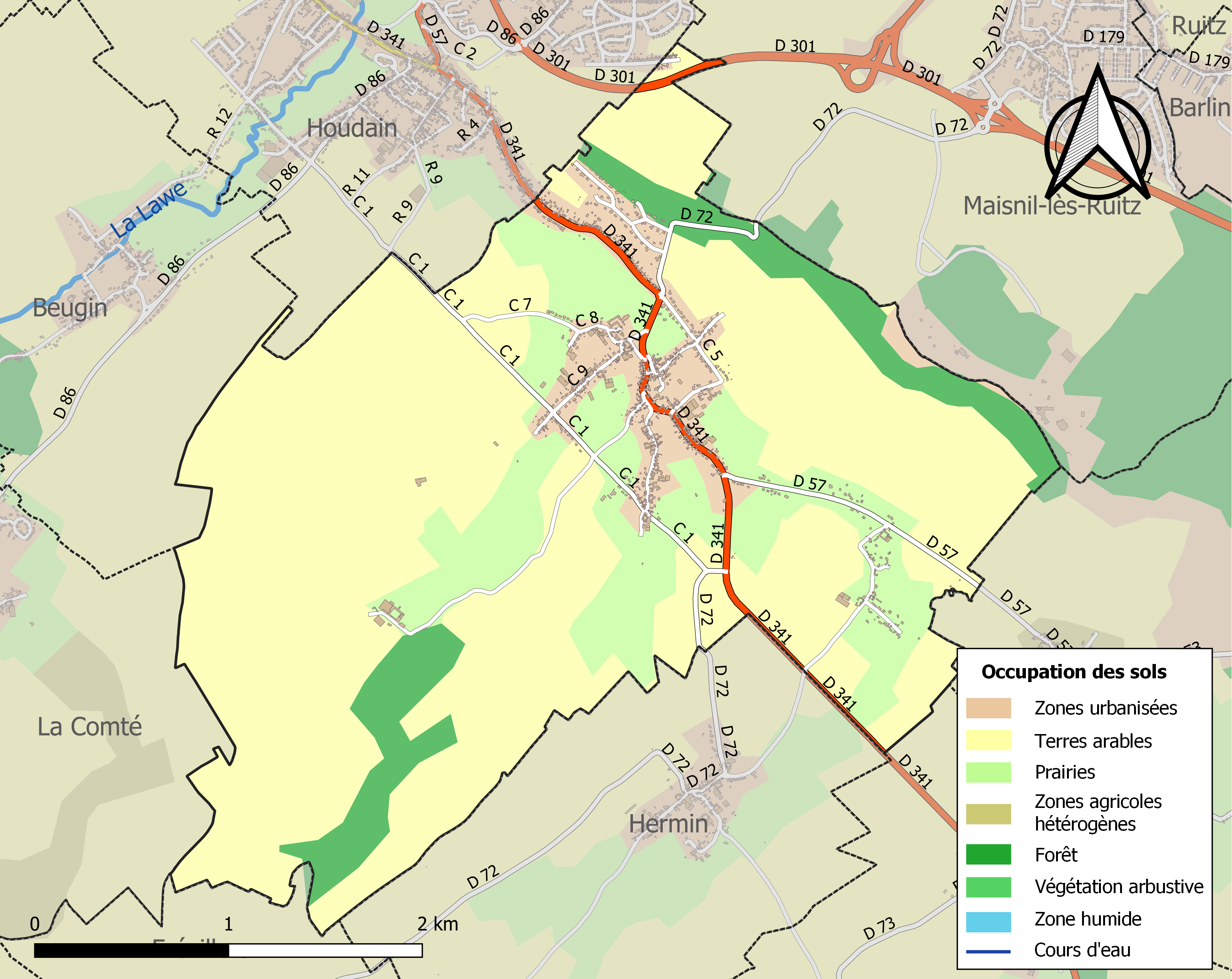
Carte des infrastructures et de l'occupation des sols de la commune en 2018 (CLC).

### Lieux-dits, hameaux et écarts
Le hameau de Baraffles, dont le don à l’église de Rebreuve s’est fait dès 1097, est rattaché à la commune de Rebreuve-sous-les-Monts à sa création, puis à Rebreuve-Ranchicourt lors de la fusion.
Le hameau de Cuvigny, dont l’existence est mentionnée pour la première fois au XIVe siècle, fait également partie de la commune. Il s’agit aujourd’hui d’une ferme isolée au sud-ouest du village.

### Voies de communications et transports
La commune est desservie par la route départementale 341 dite chaussée Brunehaut reliant Arras à Boulogne par Thérouanne. Cependant l'agglomération n'est pas sur le tracé de la chaussée Brunehaut mais sur une dérivation.
Pendant longtemps la gare la plus proche du village fut celle d’Houdain, le bourg voisin. Depuis la fermeture du trafic voyageurs sur la ligne de Bully - Grenay à Brias en 1958, il faut maintenant se rendre à la gare de Béthune, à environ 15 km afin de prendre des TER Hauts-de-France.

## Toponymie

### Rebreuve-Ranchicourt
La commune de Rebreuve-sous-les-Monts fusionne en 1971 avec celle de Ranchicourt et prend le nom de Rebreuve-Ranchicourt.

#### Rebreuve
Rebreuve est attesté sous les formes Rebroviæ en 1097 ; 'Revure en 1151 ; 'Rebroves en 1189 ; Rebrueves en 1219 ; Rebruves en 1221 ; Rebroeves en 1281 ; Rebrieves, Rebrovæ au XIIIe siècle ; Rebreves en 1329 ; Rebrueuves en 1469 ; Rebroeuves en 1676 ; Rebreuvis en 1720 ; Rebroeuve-lez-Houdain en 1739 ; Rebreuve en 1801 et Rebreuve-sous-les-Monts en 1922.

#### Ranchicourt
Ranchicourt est attesté sous les formes Rancicurtis en 1072 ; Ranchicortis en 1096 ; Rasircort en 1186 ; Rencencurt au XIIe siècle ; Ranchicort au XIIIe siècle ; Ranchicourt en 1376 ; Ranssicourt en 1443 ; Rancicourt en 1533 ; Ranchecourt en 1539 ; Rauchicourt en 1793 et Ranchicourt depuis 1801.
Voir toponymie de Rebreuve-sur-Canche.

## Histoire
Le 7 septembre 1579, la ville d’Hénin-Beaumont est érigée en comté, avec adjonction de la baillie et fief de Gouy-Servain, au bénéfice d'Oudard de Bournonville, chevalier, baron de Barlin et Houllefort, seigneur de Capres, Divion, Ranchicourt, Tournes, Bandas, du Maisnil, gentilhomme de la bouche du roi (maître d'hôtel du roi), chef d'une bande d'hommes d'armes, gouverneur et capitaine des ville et cité d'Arras, capitaine d'une compagnie de chevau-légers.
Fin juin 1915, pendant la Première Guerre mondiale, des troupes françaises cantonnent à Rebreuve-sous-les-Monts, située à l'arrière du front de l'Artois. Cela avait également été le cas en janvier 1915, également en avril 1915, ainsi qu'en mai, sur le hameau de Barafle et à Rebreuve même, et de nouveau en septembre 1905.
La commune de Rebreuve-Ranchicourt naît le 1er juillet 1971 de la fusion de Rebreuve-sous-les-Monts et de Ranchicourt. L’odonyme « rue de la Fusion » commémore cet évènement.
Le maire de la commune Philippe Miloszyk meurt en cours de mandat le 10 avril 2018. Un an plus tard, la municipalité décide de renommer en son honneur la médiathèque qu’il avait faite ériger en 2012.

## Politique et administration

### Découpage territorial
La commune se trouve dans l'arrondissement de Béthune du département du Pas-de-Calais.

#### Commune et intercommunalités
La commune est membre de la communauté d'agglomération de Béthune-Bruay, Artois-Lys Romane qui regroupe 100 communes et totalise 275 327 habitants en 2021.

#### Circonscriptions administratives
La commune est rattachée au canton de Bruay-la-Buissière.

#### Circonscriptions électorales
Pour l'élection des députés, la commune fait partie de la dixième circonscription du Pas-de-Calais.

### Élections municipales et communautaires

#### Liste des maires
| Période       | Période                    | Identité                      | Étiquette | Qualité |
| ------------- | -------------------------- | ----------------------------- | --------- | --- |
| 1971          | mars 1983                  | Simone Damiens de Ranchicourt |           | Propriétaire d’une agence immobilière Maire de Ranchicourt (1945−1971) |
| mars 1983     | mars 2008                  | Pierre Noyelle                |           | Restaurateur et cafetier Président du syndicat d’adduction d’eau de la région de Rebreuve-Ranchicourt Membre de la FNACA de La Comté                                                                                            |
| mars 2008     | 10 avril 2018 (mort)       | Philippe Miloszyk             | DVD       | Professeur en productique Adjoint au maire P. Noyelle puis membre de l’opposition Vice-président d’Artois Comm. (2014−2017) chargé des moyens généraux et de l’Agenda 21, puis de la CABBALR (2017−2018) chargé des transports. |
| 21 avril 2018 | En cours (au 3 avril 2022) | Danielle Mannessiez           | SE        | Secrétaire de mairie retraitée Deuxième adjointe au maire Ph. Miloszyk (2014−2018) Réélue pour le mandat 2020−2026, |

## Équipements et services publics

### Enseignement
Rebreuve-Ranchicourt est rattaché à l’académie de Lille. Le village dispose d’une école primaire, l’école Yann-Arthus-Bertrand. Les élèves de la commune sont ensuite envoyés au collège Jacques-Prévert d’Houdain puis au lycée Sadi-Carnot de Bruay-la-Buissière par la carte scolaire.
L’école Yann-Arthus-Bertrand dispose d’une restauration scolaire et d’une garderie, qui ont intégré un nouveau bâtiment construit sous le mandat du maire Philippe Miloszyk (2008−2018). Une médiathèque puis une crèche ont également été construite derrière l’école pendant cette période.

## Population et société

### Démographie
Les habitants sont appelés les Reubreuvois-Ranchicourtois.

#### Évolution démographique
L'évolution du nombre d'habitants est connue à travers les recensements de la population effectués dans la commune depuis 1793. Pour les communes de moins de 10 000 habitants, une enquête de recensement portant sur toute la population est réalisée tous les cinq ans, les populations de référence des années intermédiaires étant quant à elles estimées par interpolation ou extrapolation. Pour la commune, le premier recensement exhaustif entrant dans le cadre du nouveau dispositif a été réalisé en 2007.

En 2022, la commune comptait 1 071 habitants, en évolution de −0,74 % par rapport à 2016 (Pas-de-Calais : −0,72 %, France hors Mayotte : +2,11 %).
| 1793 | 1800 | 1806 | 1821 | 1831 | 1836 | 1841 | 1846 | 1851 |
| ---- | ---- | ---- | ---- | ---- | ---- | ---- | ---- | ---- |
| 433  | 432  | 409  | 487  | 527  | 520  | 562  | 555  | 522  |

| 1856 | 1861 | 1866 | 1872 | 1876 | 1881 | 1886 | 1891 | 1896 |
| ---- | ---- | ---- | ---- | ---- | ---- | ---- | ---- | ---- |
| 484  | 472  | 469  | 486  | 508  | 501  | 493  | 583  | 580  |

| 1901 | 1906 | 1911 | 1921 | 1926 | 1931 | 1936 | 1946 | 1954 |
| ---- | ---- | ---- | ---- | ---- | ---- | ---- | ---- | ---- |
| 593  | 610  | 622  | 655  | 556  | 565  | 509  | 510  | 517  |

| 1962 | 1968 | 1975 | 1982 | 1990  | 1999  | 2006  | 2007  | 2012  |
| ---- | ---- | ---- | ---- | ----- | ----- | ----- | ----- | ----- |
| 534  | 607  | 951  | 892  | 1 024 | 1 061 | 1 094 | 1 099 | 1 101 |

| 2017  | 2022  | - | - | - | - | - | - | - |
| ----- | ----- | - | - | - | - | - | - | - |
| 1 074 | 1 071 | - | - | - | - | - | - | - |

#### Pyramide des âges
En 2018, le taux de personnes d'un âge inférieur à 30 ans s'élève à 30,2 %, soit en dessous de la moyenne départementale (36,7 %). À l'inverse, le taux de personnes d'âge supérieur à 60 ans est de 26,0 % la même année, alors qu'il est de 24,9 % au niveau départemental.
En 2018, la commune comptait 538 hommes pour 540 femmes, soit un taux de 50,09 % de femmes, légèrement inférieur au taux départemental (51,50 %).
Les pyramides des âges de la commune et du département s'établissent comme suit.
| Hommes | Classe d’âge | Femmes |
| ------ | ------------ | ------ |
| 0,2    | 90 ou +      | 0,6    |
| 6,0    | 75-89 ans    | 10,0   |
| 17,9   | 60-74 ans    | 17,3   |
| 29,7   | 45-59 ans    | 25,5   |
| 14,9   | 30-44 ans    | 17,5   |
| 14,9   | 15-29 ans    | 13,9   |
| 16,4   | 0-14 ans     | 15,3   |

| Hommes | Classe d’âge | Femmes |
| ------ | ------------ | ------ |
| 0,5    | 90 ou +      | 1,6    |
| 5,6    | 75-89 ans    | 8,9    |
| 16,7   | 60-74 ans    | 18,1   |
| 20,2   | 45-59 ans    | 19,2   |
| 18,9   | 30-44 ans    | 18,1   |
| 18,2   | 15-29 ans    | 16,2   |
| 19,9   | 0-14 ans     | 17,9   |

### Culte
Rebreuve-Ranchicourt dispose d’une église catholique, l’église Notre-Dame, rattachée à la paroisse Saint-Jean-des-Monts (rassemblant Divion, Houdain et Rebreuve), elle même membre du diocèse d’Arras.

## Culture locale et patrimoine

### Lieux et monuments
- Le château en grès et en pierre de taille fut construit en 1778 par la famille Damiens de Ranchicourt.
- L'église Notre-Dame.
- Le monument aux morts[36].

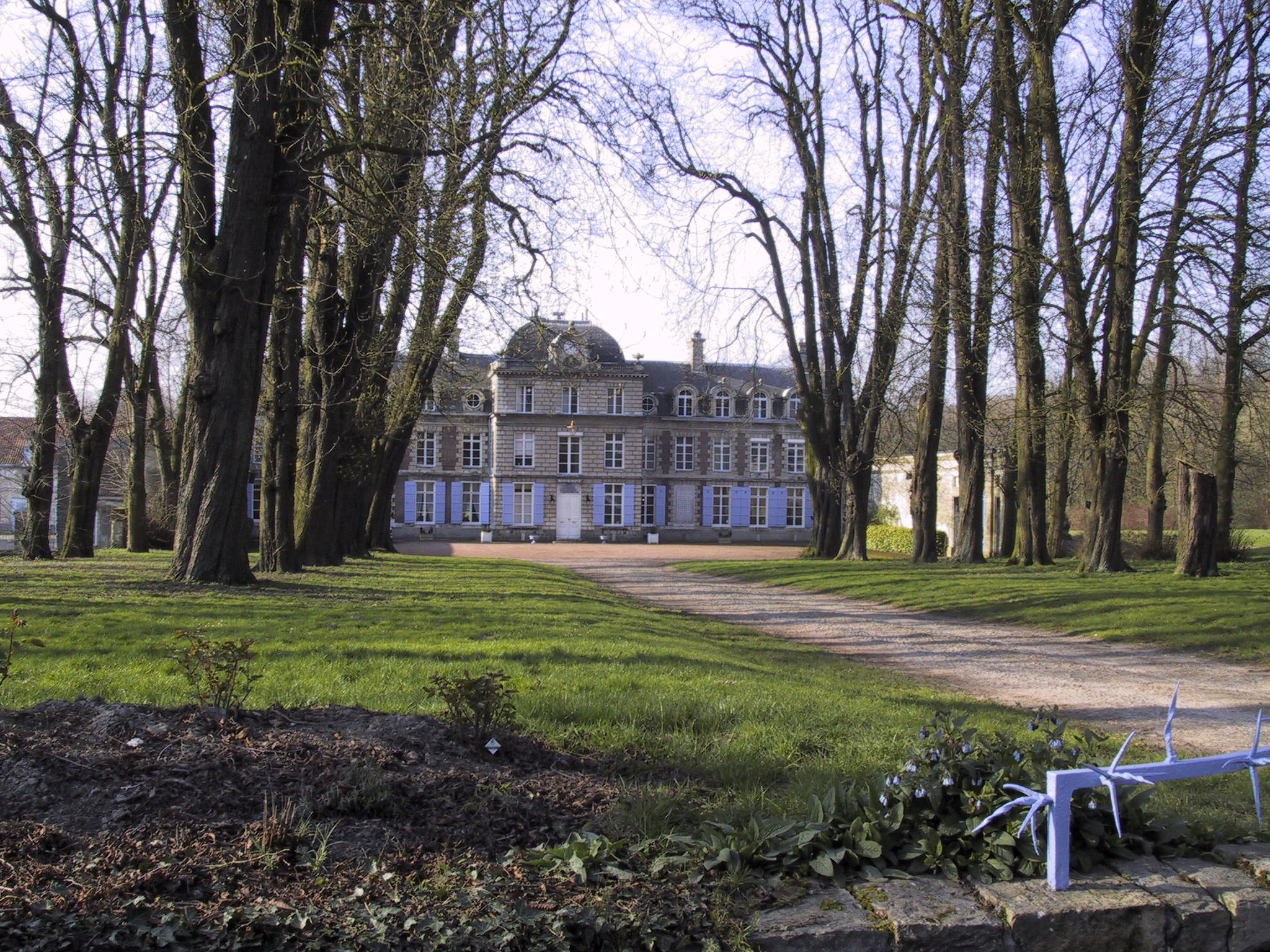
Le château.
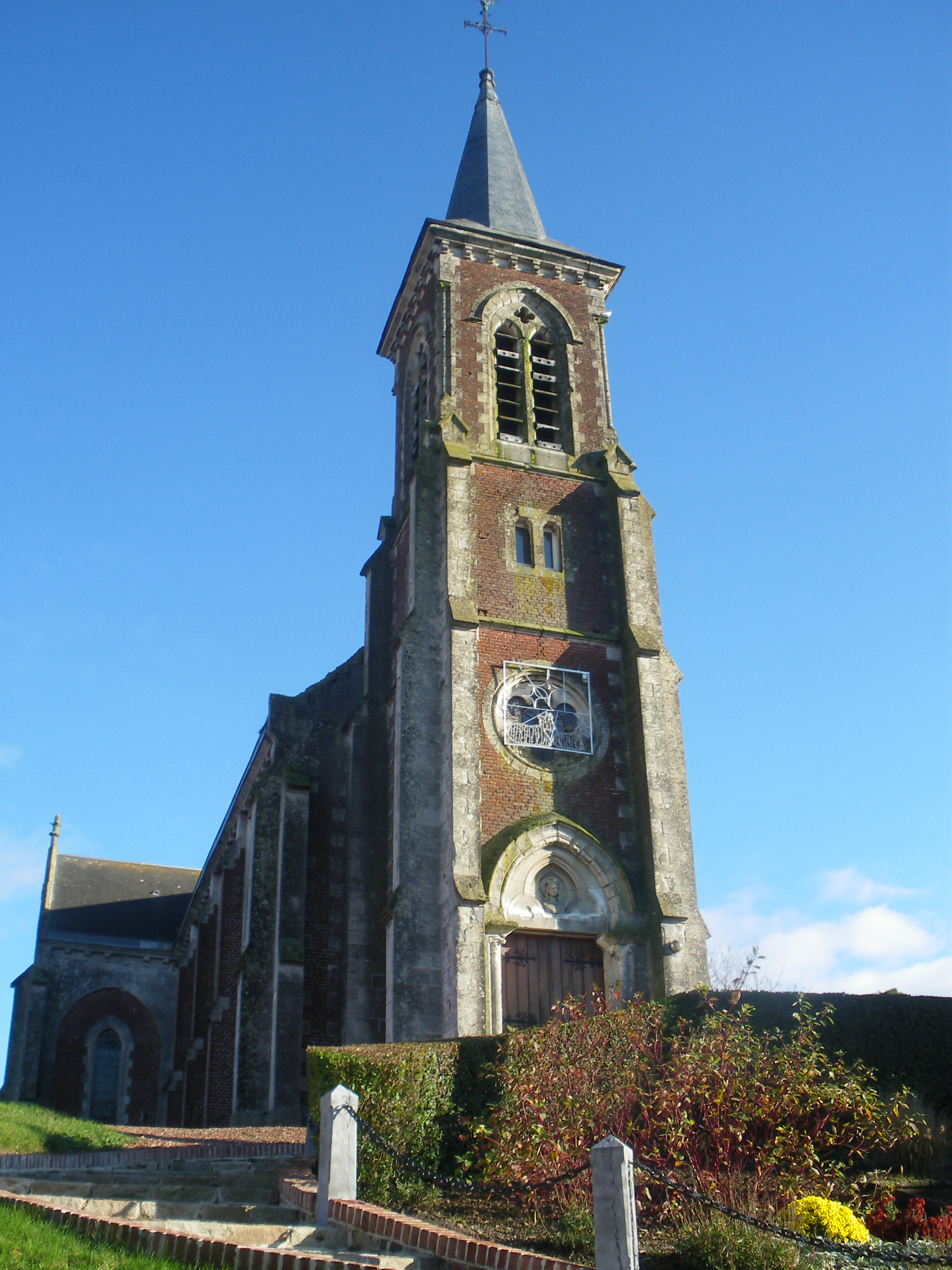
L'église.
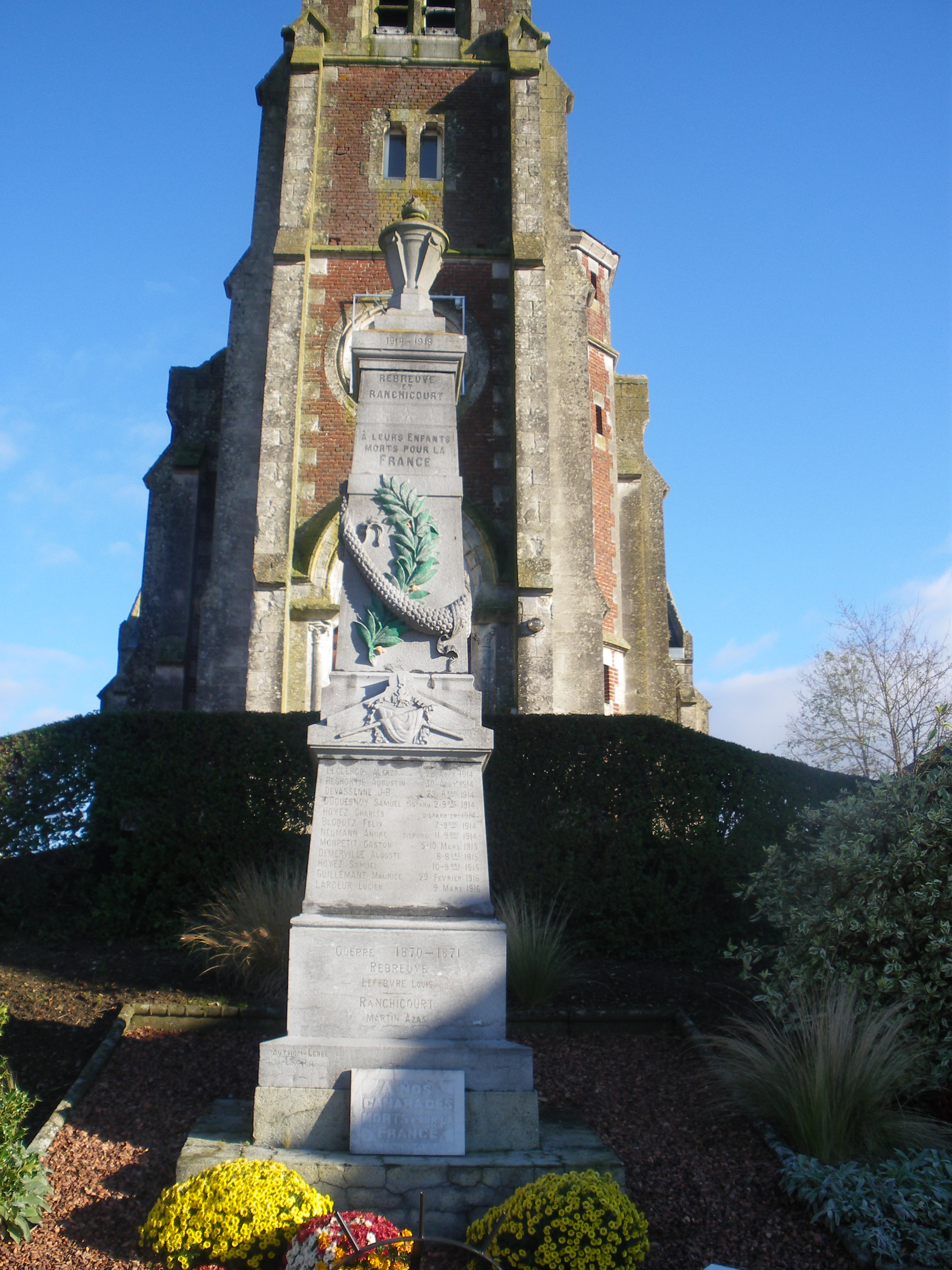
Le monument aux morts.

### Héraldique
| Blason de Rebreuve-Ranchicourt | Blason  | Parti : au 1er fascé de vair et de gueules, au 2e d'argent au chevron de gueules. |
| Blason de Rebreuve-Ranchicourt | Détails | Le statut officiel du blason reste à déterminer.                                  |

## Pour approfondir

#### Bases de données, dictionnaires et encyclopédies
- Ressources relatives à la géographie :   - Insee (communes)
  - Ldh/EHESS/Cassini
- Ressource relative à plusieurs domaines :   - Annuaire du service public français
- Notices d'autorité :   - BnF (données)